# Puzykowe
Puzykowe (ukr. Пузикове) – wieś na Ukrainie, w obwodzie połtawskim, w rejonie krzmieńczuckim, w hromadzie Hłobyne. W 2001 liczyła 696 mieszkańców, spośród których 674 wskazało jako ojczysty język ukraiński, 21 rosyjski, a 1 białoruski.